# Pu Shunqing
Pu Shunqing (濮舜卿; née en 1902) est une scénariste, dramaturge, assistante réalisatrice et actrice chinoise. Écrivain féministe et activiste de la condition féminine, elle est considérée comme la première femme scénariste en Chine. Son mari Hou Yao était aussi un des pionniers du cinéma en Chine, et un défenseur de l'égalité des droits entre les hommes et les femmes.

## Biographie  et carrière
Pu Shunqing a étudié à l'Université du Sud-Est à Nankin. Elle fait ses débuts au théâtre, associée à son mari Hou Yao.
Après avoir été actrice et écrit une pièce de théâtre, elle écrit le scénario du film Aishen de wan'ou (Cupid’s Puppets) qui sort en 1925, co-réalisé par son mari, et qui est considéré comme le premier film ayant été écrit par une femme en Chine,,.
Elle n'a pas seulement été une pionnière du cinéma, mais également une des premières à défendre le droit des femmes en Chine.

## Filmographie
- 1924 : The World Against Her (actrice)
- 1925 : Aishen de wan'ou (Cupid’s Puppets) (scénariste)
- 1926 : Hibiscus Tears

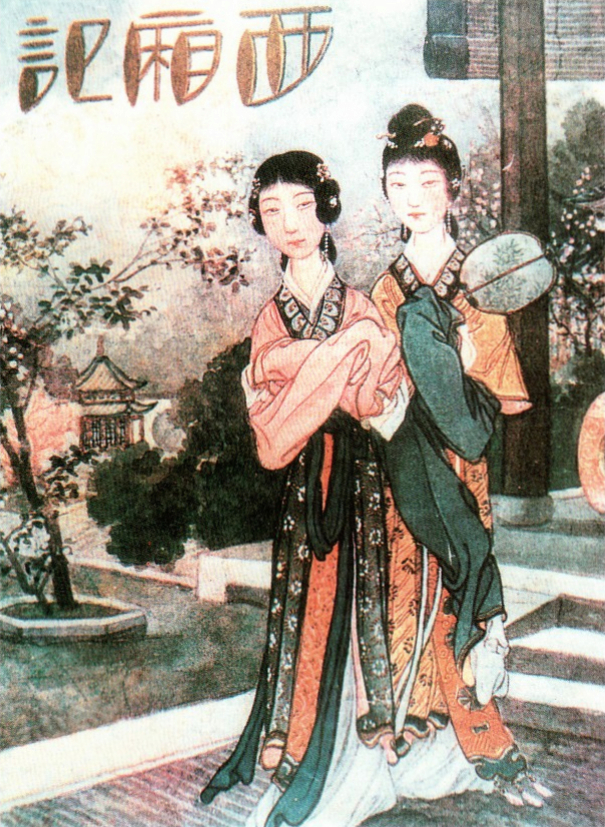
Affiche du film Way Down West (Romance of the Western Chamber)

- 1927 : Way Down West (en) (scénariste et assistante réalisatrice)
- 1927 : Her New Life
- 1928 : Mulan rejoint l'armée (Mùlán cóngjūn)